# Thomas Cochrane, 10.º Conde de Dundonald
Thomas Cochrane, 10.º Conde de Dundonald e Marquês do Maranhão GCB ODM IOC GCMC (Annsfield, 14 de dezembro de 1775 – Londres, 31 de outubro de 1860) foi um oficial naval e político britânico que desempenhou um papel importante nas histórias militares do Reino Unido, Chile, Brasil e Grécia. Filho de um aristocrata escocês, Cochrane entrou na Marinha Real Britânica ainda jovem e destacou-se rapidamente como um bom navegador e estrategista.
Seu primeiro comando foi o brigue HMS Speedy, com o qual Cochrane conseguiu capturar mais de cinquenta navios inimigos durante as Guerras Napoleônicas, mais notavelmente a fragata espanhola El Gamo. Na sequência ele comandou o HMS Arab, o HMS Pallas e o HMS Imperieuse, atacando guarnições costeiras francesas e espanholas e capturando navios inimigos ancorados. Ele também participou da política, sendo eleito para a Câmara dos Comuns defendendo combate à corrupção e reformas parlamentares e no Almirantado.
Cochrane acabou expulso do parlamento e degradado da marinha em 1814 após acusações de fraude na Bolsa de Valores de Londres, sendo depois multado e preso. Ele mesmo assim conseguiu ser reeleito e tentou continuar sua carreira política, porém foi alvo de ataques e rumores por parte de seus oponentes. Ao ser libertado aceitou a proposta dos patriotas chilenos para organizar e comandar sua marinha, chegando a Valparaíso em novembro de 1818 e retomando sua guerra costeira.
Em fevereiro de 1820 capturou a cidade de Valdivia e em seguida participou de uma expedição para libertar o Peru, auxiliando José de San Martín a declarar a independência do país. Entretanto sua personalidade forte entrou em conflito com políticos chilenos e assim ele foi para o serviço do imperador D. Pedro I do Brasil em 1823, comandando a Marinha Imperial Brasileira na Guerra da Independência do Brasil e na Confederação do Equador.
Cochrane voltou para o Reino Unido em 1825, porém logo foi contatado pela Grécia, que também tentava alcançar sua independência. Ele assumiu um papel ativo na campanha militar e foi essencial na construção e entrega do Karteria, o primeiro navio de guerra a vapor do mar Mediterrâneo, entretanto seus sucessos foram poucos e Cochrane acabou culpado pelo fracasso grego na Batalha de Falero. Ele renunciou seu posto ao final do confronto e voltou para o Reino Unido, onde recebeu o perdão do rei Guilherme IV e retornou à Marinha Real como contra-almirante.
Cochrane herdou o título de Conde de Dundonald e passou a concentrar seu tempo em pesquisas científicas para aplicação marítima, raramente servindo a bordo de um navio. Sua saúde começou a piorar no final de sua vida, morrendo aos 84 anos de idade durante uma cirurgia de cálculo renal.

## Início de vida
Thomas Cochrane nasceu no dia 14 de dezembro de 1775 em Annsfield, Escócia, Grã-Bretanha, o filho mais velho de lorde Archibald Cochrane, 9º Conde de Dundonald, e sua esposa Anne Gilchrist. Ele tinha três irmãos: William Erskine Cochrane, que serviu no Exército Britânico, Archibald Cochrane, que se tornou oficial da Marinha, e Basil Cochrane, que serviu tanto na marinha quanto no exército.
Seu pai herdou as dívidas da família assim que se tornou conde, em 1778, sendo incapaz de enviar os filhos para qualquer escola. Além disso Archibald Cochrane estava muito mais interessado em suas pesquisas químicas do que com a educação dos filhos. Foi a avó materna de Cochrane, Ann Roberton, quem conseguiu reunir dinheiro suficiente para a contratação de tutores, porém aparentemente nenhum deles se mostrou satisfatório. Os irmãos adquiririam apenas conhecimentos básicos das aulas formais e acabaram crescendo principalmente ao ar livre.
Cochrane desde cedo estava destinado ao exército, com seu pai matriculando-o em 1788 em uma academia militar em Londres. Seu tio Andrew Cochrane lhe comprou uma comissão no 104º Regimento de Infantaria do Exército Britânico, enquanto seu outro tio Alexander Cochrane o matriculou em 1790 na tripulação de um navio que tinha comandando, para que seu sobrinho assim pudesse passar seis anos a bordo da embarcação e ao final obtivesse um certificado de oficial naval.
Pouco depois de começar seu treinamento com 104º Regimento Cochrane afirmou que preferia servir na marinha, o que seu pai aceitou após alguma relutância. Os problemas financeiros da família aparentemente desempenharam um papel na decisão: Archibald percebeu que não poderia comprar certificados de oficiais para todos os seus filhos. Pouco se sabe sobre a vida de Cochrane pelos três anos seguintes, mas parece que ele frequentemente voltava para casa na Escócia e lia avidamente todos os livros que podia.
Ele casou-se secretamente no civil em 8 de agosto de 1812 com Katherine Corbett Barnes, uma órfã de dezasseis ou dezassete anos, que ele conheceu por meio de seu primo Nathaniel Day Cochrane. Os dois tinham fugido pois a família Cochrane queria arranjar um casamento com alguma herdeira rica para Thomas. Esta união posteriormente foi a causa de dúvidas sobre a legitimidade dos filhos do casal, especialmente para o mais velho Thomas Barnes Cochrane, quando chegou a hora deste herdar os títulos e fortuna da família.
Cochrane e Katherine realizaram depois duas cerimônias: uma anglicana em junho de 1818 e outra presbiteriana em 1825. Sua esposa o acompanhou para a América do Sul, mas não para a Grécia. Ele confiou os cuidados de seus negócios a lorde George Eden, 1º Conde de Auckland enquanto lutava na Grécia. Cochrane e Katherine tiveram ao todo seis filhos, cinco dos quais sobreviveram até a idade adulta, quatro homens e uma mulher: Thomas Barnes, capitão do exército e membro do parlamento; William Horatio Barnado, oficial dos Highlanders de Gordon; Elizabeth Katherine, que morreu com um ano de idade; Katherine Elizabeth; sir Arthur Auckland Leopold Pedro, almirante da marinha; e Ernest Gray Lambton, capitão da marinha e alto xerife do Condado de Donegal.

## Carreira naval inicial

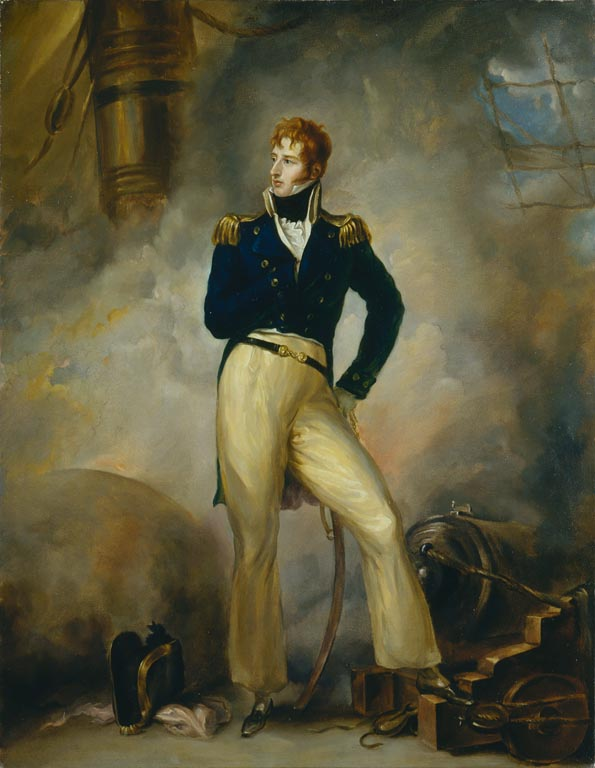
Retrato de Lorde Cochrane em 1807, por Peter Edward Stroehling.

Cochrane entrou oficialmente na Marinha Real Britânica em 28 de julho de 1793, sendo designado para a fragata HMS Hind, comandada por seu tio. Ele tornou-se pupilo do primeiro-tenente John Larmour, a quem Cochrane posteriormente creditaria por ter lhe ensinado como ser um bom marinheiro. Os dois foram transferidos em outubro para a fragata HMS Thetis, que estava designada para o mar do Norte e oceano Atlântico. Cochrane foi promovido a tenente interino em janeiro de 1795, porém só foi tornar-se tenente oficialmente em 24 de maio de 1796, quando "completou" seis anos de serviço a bordo de navios e passou no teste de oficiais.
Ele participou da captura de três embarcações francesas na costa dos Estados Unidos no verão de 1795. Foi transferido para o navio de linha HMS Resolution, a capitânia britânica na América do Norte, no verão de 1796. Cochrane viu pouca ação, com o Resolution passando a maior parte de seu tempo ancorado em Halifax ou na baía de Chesapeake. Ele às vezes costumava ir para terra, ficando horrorizado com tratamento dos escravos nas plantações norte-americanas. Em novembro de 1798 foi transferido sucessivamente para dois navios comandados por lorde George Elphinstone, 1º Barão Keith: o HMS Foudroyant e em seguida o HMS Barfleur. Este esquadrão estava designado no mar Mediterrâneo.
Já ciente de suas capacidades e ressentido pela estrita disciplina exigida a bordo dos navios da Marinha Real, Cochrane acabou discutindo em fevereiro de 1799 com seu superior o primeiro-tenente Philip Beaver e foi julgado por uma corte marcial no dia 18 por desrespeito. Keith, também um escocês, estava ansioso para poder navegar o mais rápido possível e o absolveu, aconselhando o jovem a evitar ser muito "casual" no futuro. Parece que a influência de sua família o protegeu na época e durante boa parte do início de sua carreira, com ele tendo a certeza que a corte marcial não lhe traria consequências. Cochrane continuou a servir sob Keith no Mediterrâneo. Em junho de 1799 foi transferido para o HMS Queen Charlotte, o segundo maior navio de guerra da marinha britânica na época.
Enquanto capitão do Speedy Pallas e Imperieuse Cochrane tornou-se um praticante eficaz da guerra costeira durante o período. Ele atacou instalações costeiras, como a torre Martello em Son Bou, em Menorca e capturou navios inimigos no porto, liderando seus homens em barcos em operações de "corte". Ele era um planejador meticuloso de cada operação, o que limitava as baixas entre seus homens e maximizava as chances de sucesso.
Em 1809 Cochrane comandou o ataque de uma flotilha de bombeiros a Rochefort, como parte da Batalha das Estradas Bascas. O ataque causou danos consideráveis mas Cochrane culpou o comandante da frota almirante James, Lord Gambier, por perder a oportunidade de destruir a frota francesa, acusações que resultaram na corte marcial de James. Cochrane afirmou que, por expressar sua opinião publicamente, o almirantado negou-lhe a oportunidade de servir à tona. Mas a documentação mostra que ele estava focado na política nessa época e, de fato, recusou várias ofertas de comando.

## Grande Fraude na Bolsa de Valores
Em fevereiro de 1814 começaram a circular rumores sobre a morte de Napoleão. As alegações foram aparentemente confirmadas por um homem com uniforme vermelho de oficial do estado-maior identificado como coronel de Bourg, ajudante de campo de William Cathcart, 1º Conde Cathcart, o embaixador britânico na Rússia. Ele chegou a Dover vindo da França em 21 de fevereiro trazendo a notícia de que Napoleão havia sido capturado e morto pelos cossacos. Os preços das ações subiram acentuadamente na Bolsa de Valores em reação às notícias e à possibilidade de paz, particularmente nos voláteis títulos do governo parcialmente pagos chamados Omniums, que subiram de 26+1⁄2 para 32.
No entanto logo ficou claro que a notícia da morte de Napoleão era uma farsa. A Bolsa de Valores estabeleceu um subcomitê para investigar, o qual descobriu que seis homens haviam vendido quantidades substanciais de ações da Omnium durante o boom de valor. O comitê presumiu que todos os seis eram responsáveis pela farsa e pela fraude subsequente. Cochrane havia se desfeito de toda a sua participação de £ 139 000,00 na Omnium (equivalente a £ 10 340 000,00 em 2021), que ele havia adquirido apenas um mês antes, e foi delatado por um dos seis conspiradores, assim como seu tio Andrew Cochrane-Johnstone e seu corretor da bolsa, Ricardo Butt. Em poucos dias um informante anônimo disse ao comitê que o coronel de Bourg era um impostor, sendo na verdade aristocrata prussiano chamado Charles Random de Berenger. Ele também foi visto entrando na casa de Cochrane no dia da farsa.
Os acusados foram levados a julgamento em 8 de junho de 1814. O julgamento foi presidido por Lord Ellenborough, um alto conservador e um notável inimigo dos radicais, que já havia condenado e sentenciado à prisão os políticos radicais William Cobbett e Henry Hunt em julgamentos politicamente motivados. As evidências contra Cochrane eram circunstanciais e dependiam da natureza de suas negociações de ações, seus contatos com os conspiradores e a cor do uniforme que De Berenger usava quando se encontraram em sua casa. Cochrane admitiu que conhecia De Berenger e que o homem havia visitado sua casa no dia da fraude, mas insistiu que ele havia chegado vestindo um uniforme verde de atirador de elite em vez do uniforme vermelho usado pela pessoa que afirmava ser de Bourg.
Cochrane disse que De Berenger o havia visitado para solicitar passagem para os Estados Unidos a bordo do novo comando de Cochrane, HMS Tonnant. Os servos de Cochrane concordaram, em uma declaração juramentada feita antes do julgamento, que a gola do uniforme acima do sobretudo de De Berenger era verde. No entanto, eles admitiram aos advogados de Cochrane que achavam que o resto tinha sido vermelho. Eles não foram chamados em julgamento para depor. A promotoria convocou como testemunha-chave o motorista de carruagem de aluguel William Crane, que jurou que De Berenger estava usando um uniforme escarlate quando o deixou em casa. A defesa de Cochrane também argumentou que ele havia dado instruções permanentes a Butt de que suas ações da Omnium seriam vendidas se o preço subisse 1 por cento, e ele teria obtido lucro duplo se esperasse até que atingisse seu preço máximo.
No segundo dia do julgamento Lord Ellenborough começou seu resumo das evidências e chamou a atenção para a questão do uniforme de De Berenger, concluindo que as testemunhas forneceram evidências contundentes. O júri retirou-se para deliberar e retornou duas horas e meia depois com um veredicto de culpado contra todos os réus. Tardiamente, a equipe de defesa de Cochrane encontrou várias testemunhas que estavam dispostas a testemunhar que De Berenger havia chegado vestindo um uniforme verde, mas Lord Ellenborough rejeitou suas evidências como inadmissíveis porque dois dos conspiradores haviam fugido do país ao ouvir o veredicto de culpado.
Em 20 de junho de 1814, Cochrane foi condenado a 12 meses de prisão, multado em £ 1 000,00 e obrigado a permanecer no pelourinho em frente ao Royal Exchange por uma hora. Nas semanas seguintes ele foi demitido da Marinha Real pelo Almirantado e expulso do Parlamento após uma moção na Câmara dos Comuns que foi aprovada por 144 votos contra 44. Por ordem do Príncipe Regente Cochrane foi humilhado com a perda de sua nomeação como Cavaleiro da Ordem do Banho em uma cerimônia de degradação na Abadia de Westminster. Seu estandarte foi retirado e chutado para fora da capela pelos degraus externos. Mas em um mês Cochrane foi reeleito sem oposição como membro do Parlamento por Westminster. Após protestos públicos sua sentença ao pelourinho foi rescindida por temores de que isso levasse à eclosão de um motim.
A questão da inocência ou culpa de Cochrane gerou muito debate na época e dividiu os historiadores desde então. Revisões subsequentes do julgamento realizado por três Lord Chancellors durante o século XIX concluíram que Cochrane deveria ter sido considerado inocente com base nas evidências produzidas no tribunal. Cochrane manteve sua inocência pelo resto de sua vida e fez uma campanha incansável para restaurar sua reputação danificada e limpar seu nome. Ele acreditava que o julgamento tinha motivação política e que uma "autoridade superior a Bolsa de Valores" era responsável por seu processo.
Uma série de petições apresentadas por Cochrane protestando contra sua inocência foram ignoradas até 1830. Naquele ano o rei Jorge IV (o ex-príncipe regente) morreu e foi sucedido por Guilherme IV. Ele havia servido na Marinha Real e simpatizava com a causa de Cochrane. Mais tarde naquele ano o governo Tory caiu e foi substituído por um governo Whig no qual seu amigo Lord Brougham foi nomeado Lord Chancellor. Após uma reunião do Conselho Privado em maio de 1832 Cochrane foi perdoado e reintegrado à Marinha com uma promoção a contra-almirante. O apoio de amigos no governo e os escritos de autores navais populares, como Frederick Marryat e Maria Graham, aumentaram a simpatia do público pela situação de Cochrane. O título de cavaleiro de Cochrane foi restaurado em maio de 1847 com a intervenção pessoal da Rainha Vitória. Somente em 1860 seu estandarte foi devolvido à Abadia de Westminster, um dia antes de seu funeral.
Em 1876 seu neto recebeu um pagamento de £ 40 000,00 do governo britânico (equivalente a £ 4 000 000,00 em 2021) com base nas recomendações de um comitê parlamentar seleto, em compensação pela condenação de Cochrane, a qual o comitê concluiu que foi injusta.

## Serviço em outras Marinhas

### Marinha Chilena
Lord Cochrane deixou o Reino Unido em desgraça oficial, mas isso não encerrou sua carreira naval. Em 1817 ele colocou um aviso em um dos principais jornais de Londres informando que estava disponível para ir e servir às nações recém tornadas independentes na América ou em outros países. Em 1818, em Londres, ele foi recebido pelo representante enviado pelo general José de San Martín, José Antonio Álvarez Condarco, que o convenceu em maio a se juntar à causa da independência hispano-americana e ir ao Chile junto com vários oficiais britânicos. que também queriam ser contratados. Acompanhado por Lady Cochrane e seus dois filhos ele chegou a Valparaíso em 28 de novembro de 1818, momento em que o Chile estava organizando rapidamente sua nova marinha para a guerra de independência.
Cochrane tornou-se cidadão chileno em 11 de dezembro de 1818, a pedido do líder chileno Bernardo O'Higgins. Ele foi nomeado vice-almirante (o primeiro do Chile) e assumiu o comando da Marinha do Chile na guerra de independência do Chile contra a Espanha. Cochrane reorganizou a marinha chilena com comandantes britânicos, introduzindo os costumes navais britânicos e a governança de língua inglesa em seus navios de guerra. Ele assumiu o comando da fragata O'Higgins e bloqueou e invadiu as costas do Peru, assim como fez com as da França e da Espanha. Por iniciativa própria organizou e liderou a captura de Valdivia, apesar de ter apenas 300 homens e dois navios para posicionar contra sete grandes fortes, falhando em sua tentativa de capturar o arquipélago de Chiloé para o Chile.
Em 1820 O'Higgins ordenou-lhe que transportasse o Exército de Libertação do General José de San Martín para o Peru, bloqueasse a costa e apoiasse a campanha pela independência. Mais tarde as forças sob o comando pessoal de Cochrane interceptaram e capturaram a fragata Esmeralda, o navio espanhol mais poderoso da América do Sul. Tudo isso levou à independência peruana, que O'Higgins considerava indispensável para a segurança do Chile. As vitórias de Cochrane no Pacífico foram espetaculares e importantes. A empolgação foi quase imediatamente prejudicada por suas acusações de que havia sido alvo de uma conspiração de subordinados, tratado com desprezo e negado uma recompensa financeira adequada por seus superiores. As evidências não apoiam essas acusações e o problema parecia estar na própria personalidade suspeita e inquieta de Cochrane, que tinha uma relação difícil com San Martín, que era sereno e calculista, em contraste com a tendência de Cochrane para ações audaciosas. San Martín criticou Cochrane El Metálico Lord (O Senhor Metálico).
Palavras soltas de sua esposa Katy resultaram em um boato de que Cochrane havia feito planos para libertar Napoleão de seu exílio em Santa Helena e torná-lo governante de um estado sul-americano unificado. Cochrane deixou o serviço da Marinha do Chile em 29 de novembro de 1822.

### Marinha Imperial Brasileira

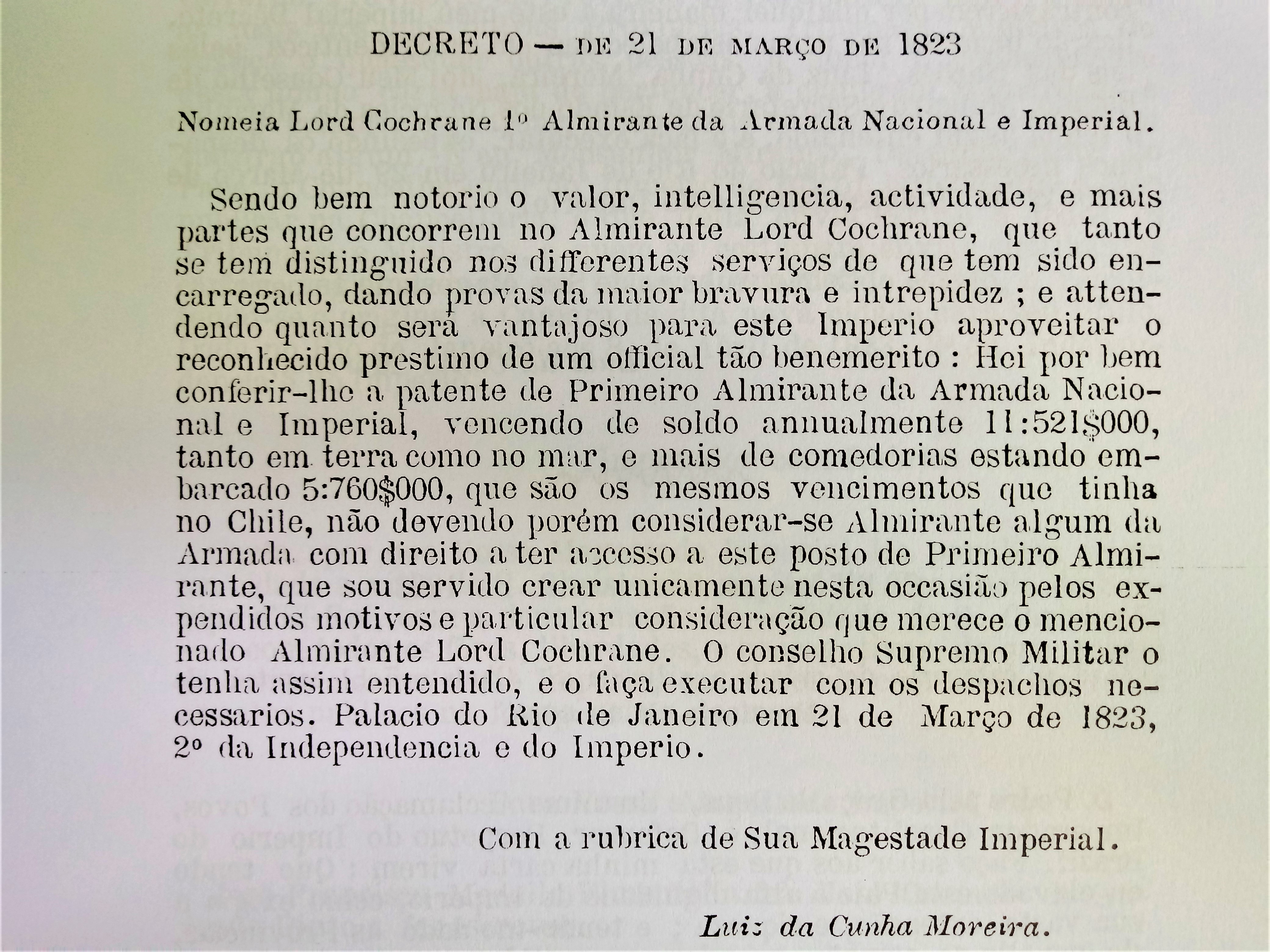
Decreto de nomeação de Almirante da Marinha Imperial do Brasil de 1823.

A convite do Império do Brasil, através do Decreto Imperial de 21 de março de 1823, Cochrane assumiu a patente de Primeiro-almirante, caso único na história do país em que uma patente foi concedida a um estrangeiro. José Bonifácio de Andrada e Silva, ministro do Interior e Relações Exteriores do Brasil, em carta datada de 13 de setembro de 1822, convidou "em nome do povo brasileiro" Lord Cochrane a entrar a serviço do Brasil. Cochrane assumiu imediatamente o comando-em-chefe da Esquadra, embarcando na nau Pedro I. Tomou parte nas lutas da independência da Bahia e do Maranhão em 1823 e recebeu de D. Pedro I o título de Marquês do Maranhão em 25 de novembro do mesmo ano.

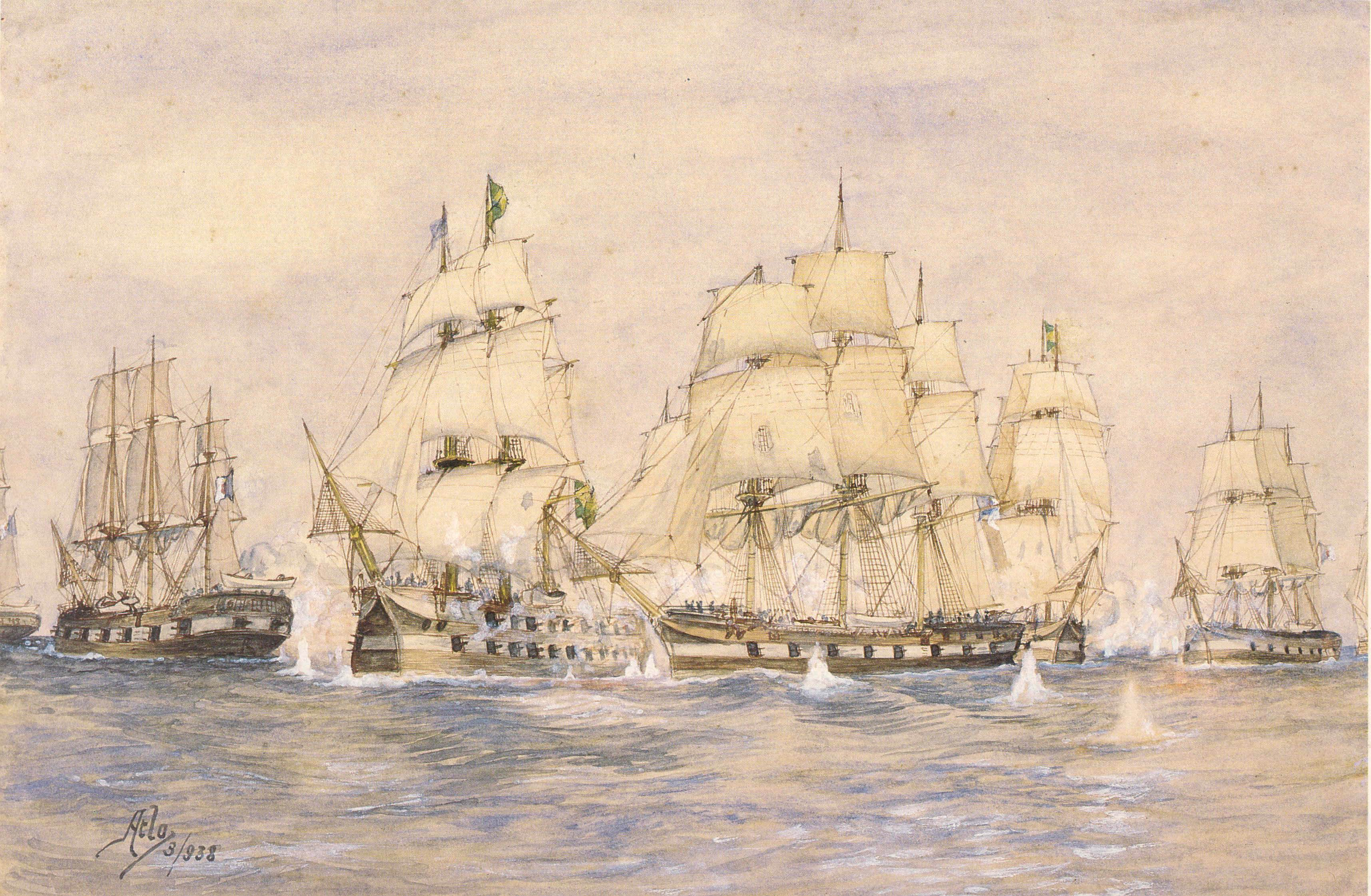
Batalha de 4 de maio de 1823, com a Marinha Imperial liderada por Thomas Cochrane, em mar aberto perto de Salvador, Bahia.

Cochrane prestou serviços ao Império do Brasil até 1825, tendo se destacado no combate à Confederação do Equador em Pernambuco, sendo uma das figuras representativas da tentativa de unificação do território brasileiro após a Independência. Cochrane foi devidamente pago somente 60 anos após desligar-se da marinha.
Pelo Ofício n° 301 de 5 de novembro de 1825 Lord Cochrane registrou ter informado via carta-duplicata de 28 de junho de 1825 as causas de levar a Fragata Piranga para um porto na Inglaterra e explicou ao Ministro da Marinha do Brasil que a presença da Fragata Piranga, tão perto das praias de Portugal, teria grande efeito no reconhecimento da Independência do Brasil. Em seguida solicitou que transmitisse ao imperador suas congratulações pela restauração da paz e da amizade entre Brasil e Portugal (Tratado do Rio de Janeiro, assinado em 29 de agosto de 1825 entre Brasil e Portugal com a mediação do Reino Unido), informa que o departamento naval não deixou nada por fazer, antes de sua partida do Maranhão, não havendo nenhum inimigo no território brasileiro, nenhum navio hostil em seus mares e nenhuma dissensão interna e que, naquele momento, por força do decreto de 27 de fevereiro de 1824, termina sua autoridade como comandante-em-chefe da Esquadra Brasileira. Finalmente informa que, a vista do primeiro vento favorável depois do dia 10 de novembro de 1825 a Fragata Piranga tem ordem de partir.
Após finalizar sua participação no Brasil, dois anos mais tarde, intervém na Guerra de independência da Grécia, enfrentando os navios do Império Otomano.

### Marinha Real Grega
Em agosto de 1825 Cochrane foi contratado pela Grécia para apoiar sua luta pela independência do Império Otomano, que havia implantado um exército formado no Egito para reprimir a rebelião grega. Ele teve um papel ativo na campanha entre março de 1827 e dezembro de 1828, mas teve sucesso limitado. Seu subordinado, o capitão Hastings, atacou as forças otomanas no Golfo de Lepanto, o que indiretamente levou à intervenção do Reino Unido, França e Rússia. Eles conseguiram destruir a frota turco-egípcia na Batalha de Navarino, e a guerra foi encerrada sob a mediação das Grandes Potências. Ele renunciou à sua comissão no final da guerra e voltou para a Grã-Bretanha.

## Readmissão na Marinha Real Britânica
Lord Cochrane herdou seu título de nobreza após a morte de seu pai em 1º de julho de 1831, tornando-se o 10º conde de Dundonald. Ele foi restaurado à lista da Marinha Real em 2 de maio de 1832 como Contra-almirante do Azul. O retorno total de Lord Dundonald, como era agora conhecido, ao serviço da Marinha Real foi adiado por sua recusa em assumir o comando até que seu título de cavaleiro fosse restaurado, o que levou 15 anos. Ele continuou a receber promoções na lista de oficiais, como segue:
Ele continuou a receber promoções na lista de oficiais de bandeira, como segue:
- Contra-almirante do Azul em 2 de maio de 1832
- Contra-almirante do Branco em 10 de janeiro de 1837
- Contra-almirante do Red em 28 de junho de 1838
- Vice-Almirante do Azul em 23 de novembro de 1841
- Vice-Almirante do Branco em 9 de novembro de 1846
- Vice-Almirante do Vermelho em 3 de janeiro de 1848
- Almirante do Azul em 21 de março de 1851
- Almirante do Branco em 2 de abril de 1853
- Almirante do Vermelho em 8 de dezembro de 1857

Em 22 de maio de 1847 a Rainha Vitória o renomeou como Cavaleiro da Ordem do Banho. Ele voltou para a Marinha Real, servindo como Comandante-em-Chefe da Estação da América do Norte e Índias Ocidentais de 1848 a 1851. Durante a Guerra da Criméia o governo o considerou para um comando no Báltico, mas decidiu que havia uma grande chance dele arriscar a frota em um ataque ousado. Em 6 de novembro de 1854 foi nomeado para o posto honorário de Contra-Almirante do Reino Unido, que manteve até sua morte.
Em seus últimos anos Cochrane escreveu sua autobiografia em colaboração com G. B. Earp, tendo que passar por duas cirurgias dolorosas para pedras nos rins em 1860 com a deterioração de sua saúde. Morreu durante a segunda operação em 31 de outubro de 1860 em Kensington.

## Morte e sepultura

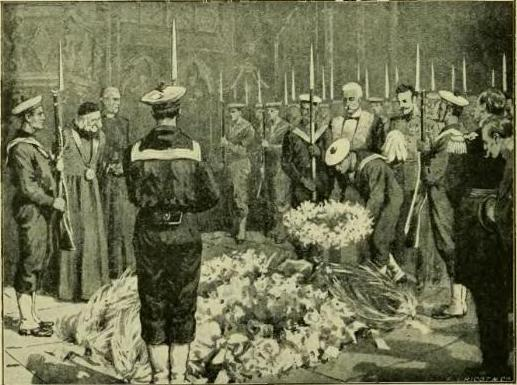
Homenagem do Brasil a lord Cochrane

Morreu em Londres em 1860 aos 85 anos durante uma cirurgia para extração de cálculos renais. Sua sepultura na Abadia de Westminster tem dimensões somente igualadas por outras duas, também no eixo central da nave: a sepultura dos Soldados Desconhecidos e, ao meio da nave, a do doutor David Livingstone. Mas a de Cochrane é a primeira de frente ao altar e fica no centro da nave.

## Reconhecimento
José de San Martín o chamava de "Lord Filibusteiro" nas suas cartas a pessoas que realmente queriam uma América livre. A Marinha Real inclui Cochrane entre os doze heróis navais na sua história, dizendo que "Cochrane, cedo, estabeleceu reputação como um dos mais audazes e temidos comandantes".

## Brasões

Brasão de Cochrane de Dundonald
Brasão dos condes de Dundonald[26]
Brasão do Marquês do Maranhão[27]